# Pierścień endomorfizmów
Pierścień endomorfizmów – pierścień skojarzony z pewnym rodzajem obiektów, który zawiera pewną informację o jego własnościach wewnętrznych.

## Grupy abelowe
Niech {\displaystyle (A,+)} będzie grupą abelową. Zgodnie z nazwą, elementami pierścienia endomorfizmów grupy {\displaystyle A} są endomorfizmy określone na {\displaystyle A,} tzn. homomorfizmy grupowe {\displaystyle A\to A.} Każde dwa takie endomorfizmy {\displaystyle f} oraz {\displaystyle g} mogą być dodawane (zgodnie z wzorem {\displaystyle (f+g)(x)=f(x)+g(x)}), a ich wynik, {\displaystyle f+g,} również jest endomorfizmem {\displaystyle A.} Co więcej, {\displaystyle f} i {\displaystyle g} mogą być składane, dając tym samym endomorfizm {\displaystyle f\circ g.} Zbiór wszystkich endomorfizmów {\displaystyle A} wraz ze wspomnianym dodawaniem i mnożeniem (danym jako składanie) spełnia aksjomaty pierścienia; jego jedynką jest przekształcenie tożsamościowe na {\displaystyle A.} Pierścienie endomorfizmów zwykle nie są przemienne.
UwagaPowyższa konstrukcja nie działa dla grup nieabelowych: suma dwóch homomorfizmów nie musi być wówczas homomorfizmem

## Moduły i przestrzenie liniowe
Definicja pierścienia endomorfizmów wygląda identycznie dla dowolnego modułu – zamiast homomorfizmów grupowych należy jedynie wykorzystać homomorfizmy modułów. Każdy pierścień jest pierścieniem endomorfizmów pewnego modułu (regularnego, ang. regular). Odwrotnie, {\displaystyle R}-moduł {\displaystyle M} jest niczym innym, jak homomorfizmem pierścienia {\displaystyle R} w pierścień endomorfizmów grupy addytywnej {\displaystyle M.}
Jeżeli {\displaystyle K^{n}} jest przestrzeń liniową nad ciałem {\displaystyle K,} to pierścień endomorfizmów {\displaystyle K^{n}} (składający się ze wszystkich {\displaystyle K}-przekształceń liniowych {\displaystyle K^{n}\to K^{n}}) utożsamia się w naturalny sposób z pierścieniem macierzy typu {\displaystyle n\times n} o elementach z {\displaystyle K} (zob. macierz).

## Teoria kategorii
W ogólności pierścienie endomorfizmów można definiować dla obiektów dowolnej kategorii preaddytywnej. Warto wspomnieć, że możliwe jest zdefiniowanie w naturalny sposób funktora z kategorii grup abelowych {\displaystyle \mathbf {Ab} } w kategorię pierścieni {\displaystyle \mathbf {Ring} } za pomocą pojęcia pierścienia endomorfizmów.

## Własności
- Pierścień endomorfizmów grupy abelowej jest trywialny wtedy i tylko wtedy, gdy wspomniana grupa jest trywialna.

Często możliwe jest wyrażenie własności obiektów za pomocą własności jego pierścienia endomorfizmów, np.:
- jeżeli moduł jest prosty, to jego pierścień endomorfizmów jest pierścieniem z dzieleniem (wynik znany jako lemat Schura)[4];
- moduł jest nierozkładalny wtedy i tylko wtedy, gdy pierścień endomorfizmów nie zawiera żadnych nietrywialnych idempotentów[5]. Nierozkładalność i silna nierozkładalność są częstokroć definiowane za pomocą odpowiednich własności skojarzonego z nimi pierścienia endomorfizmów.